# Bactrocera penecorrecta
Bactrocera penecorrecta
 es una especie de insecto díptero que Drew y Raghu describieron científicamente por primera vez en 2002. Esta especie pertenece al género Bactrocera de la familia Tephritidae. Esta especie como plaga agrícola ha sido atacada por los agricultores en Kerala.